# Aérodrome de Saransk
L'aérodrome de Saransk (russe : Аэропорт Саранск) (code IATA : SKX • code OACI : UWPS) est un aéroport en Russie, situé à 7 km au sud-est de Saransk, en Mordovie. 

## Compagnies aériennes et destinations
Il y a un service régulier vers Moscou Domodédovo tous les jours.
| Compagnies     | Destinations                        |
| -------------- | ----------------------------------- |
| IrAero         | Moscou-Domodédovo En saison : Anapa |
| UTair Aviation | Moscou-Vnoukovo                     |